# Kothnur Narayanapura, Bangalore South
Kothnur Narayanapura là một làng thuộc tehsil Bangalore South, huyện Bangalore Urban, bang Karnataka, Ấn Độ.